# Шосе B4 (Намібія)
Шосе B4 (Nationalstraße нім. Національна дорога)-автодорога, з'єднує міста Людериц та Кітмансхуп в Намібії. B4 також пов'язує південну Намібію з узбережжям Атлантичного океану (Порт Людериц) і проходить через Шперргебіт.

## Маршрут
Людериц

 Аус 

 Гоагеб 

 Зехайм 

 Кітмансхуп